# A Dirty Western
A Dirty Western és una pel·lícula pornogràfica estatunidenca del gènere western de 1975 dirigida per Joseph F. Robertson (com a David Fleetwood) i protagonitzada per Barbara Bourbon en plena època anomenada Edat d'Or del Porno. Juntament amb la nudie-cutie de Russ Meyer Wild Gals of the Naked West (1962) i Sweet Savage (1979), és una de les poques pel·lícules pornogràfiques del gènere western.

## Sinopsi
Salvatge Oest, cap al 1890: tres perillosos fugits de la presó desfer la seva fúria i la seva luxúria sobre les dones desafortunades que es troben en el seu camí. En un ranxo troben Sarah, les seves filles i la seva amiga Nancy. Després de violar-les i vexar-les se les emporten com a hostatges perseguits pel xèrif Josh.

## Repartiment
- Barbara Bourbon - Sarah
- Richard O'Neal - Nate
- Geoffrey Parker - Sheriff Josh
- Dick Payne - Luke
- Levi Richards - Barney